# 大和野菜

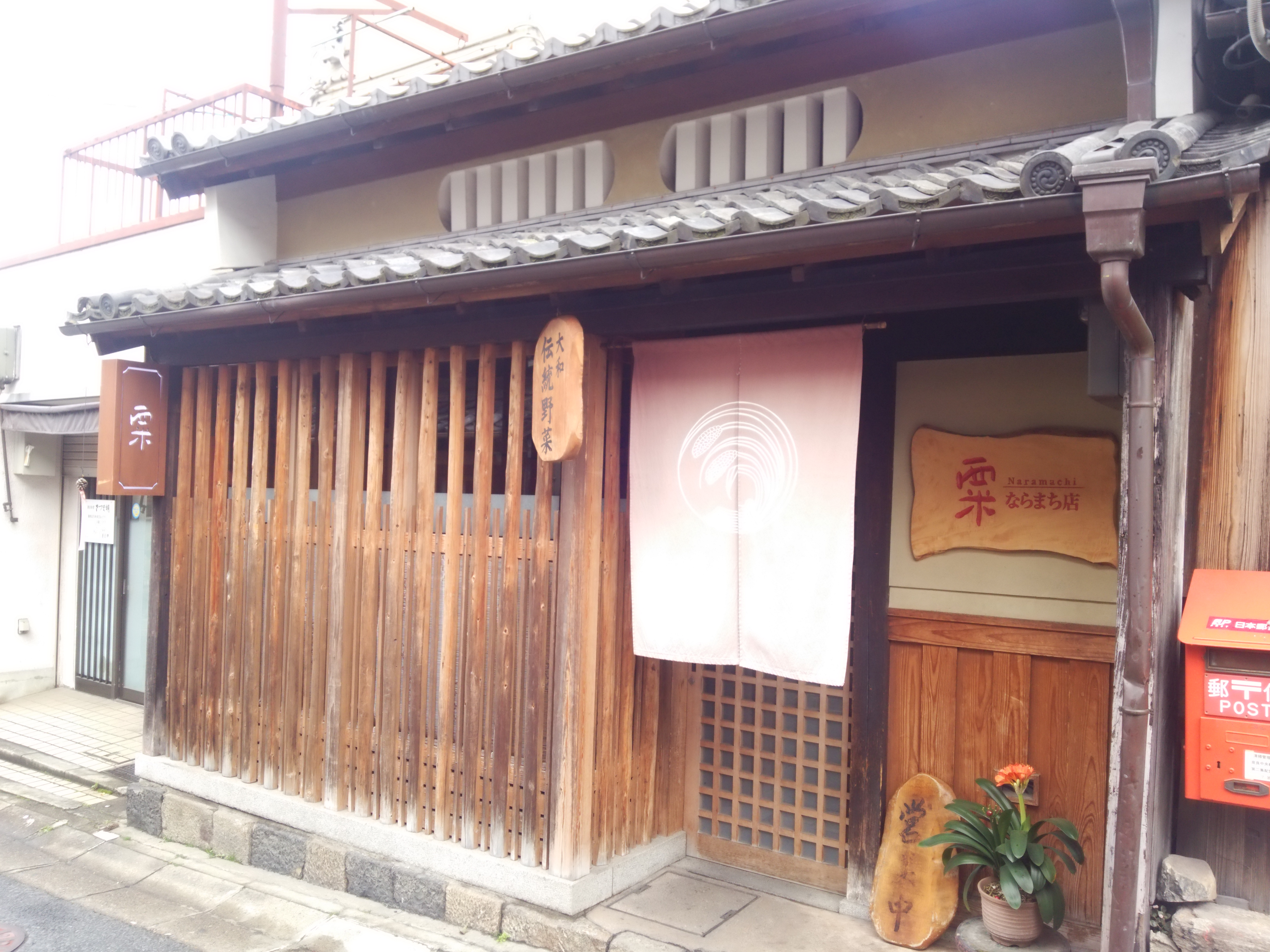
ならまちにある大和伝統野菜の料理店

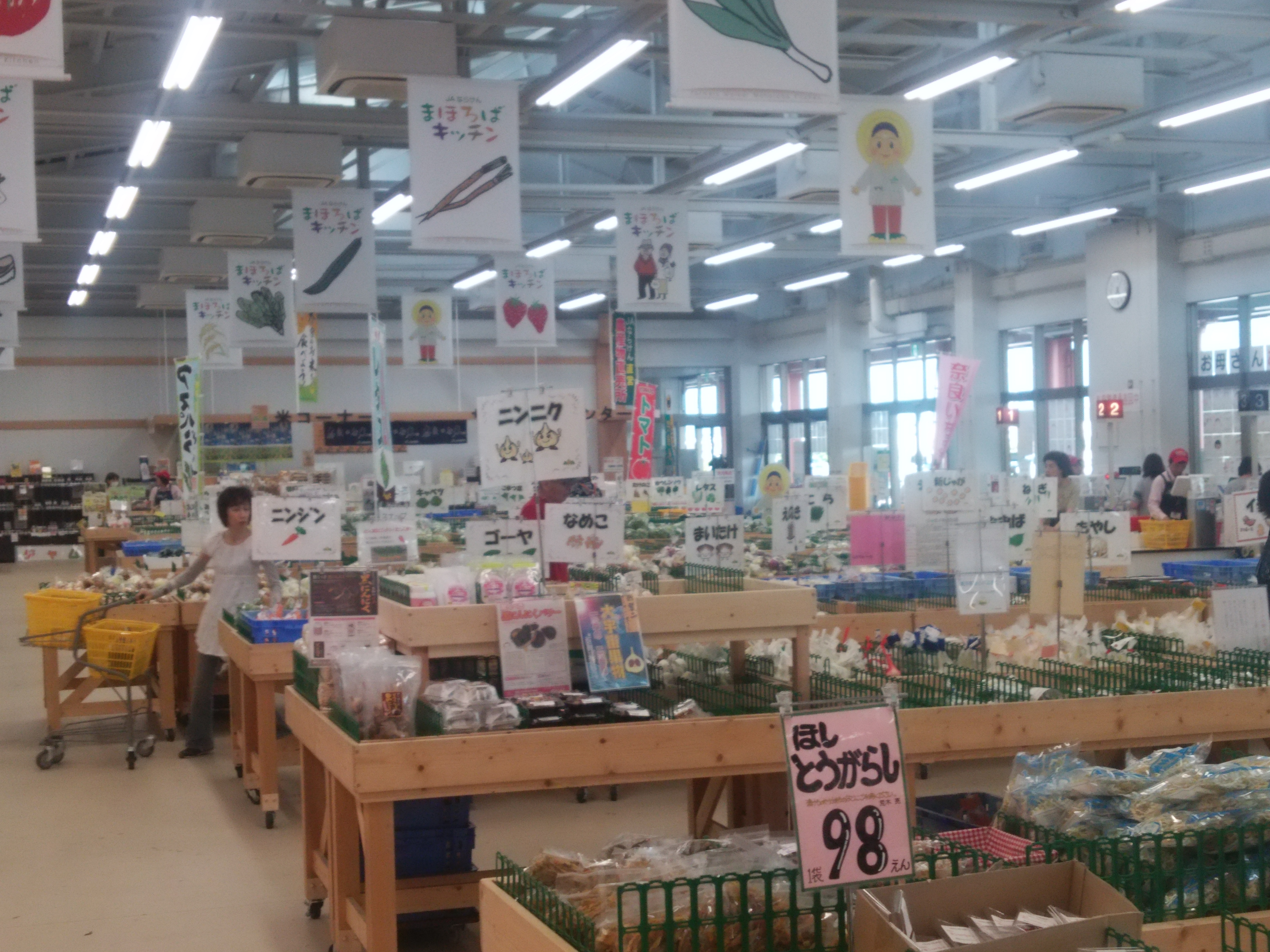
JAならけんが運営する全国最大の農産物直売所「まほろばキッチン」

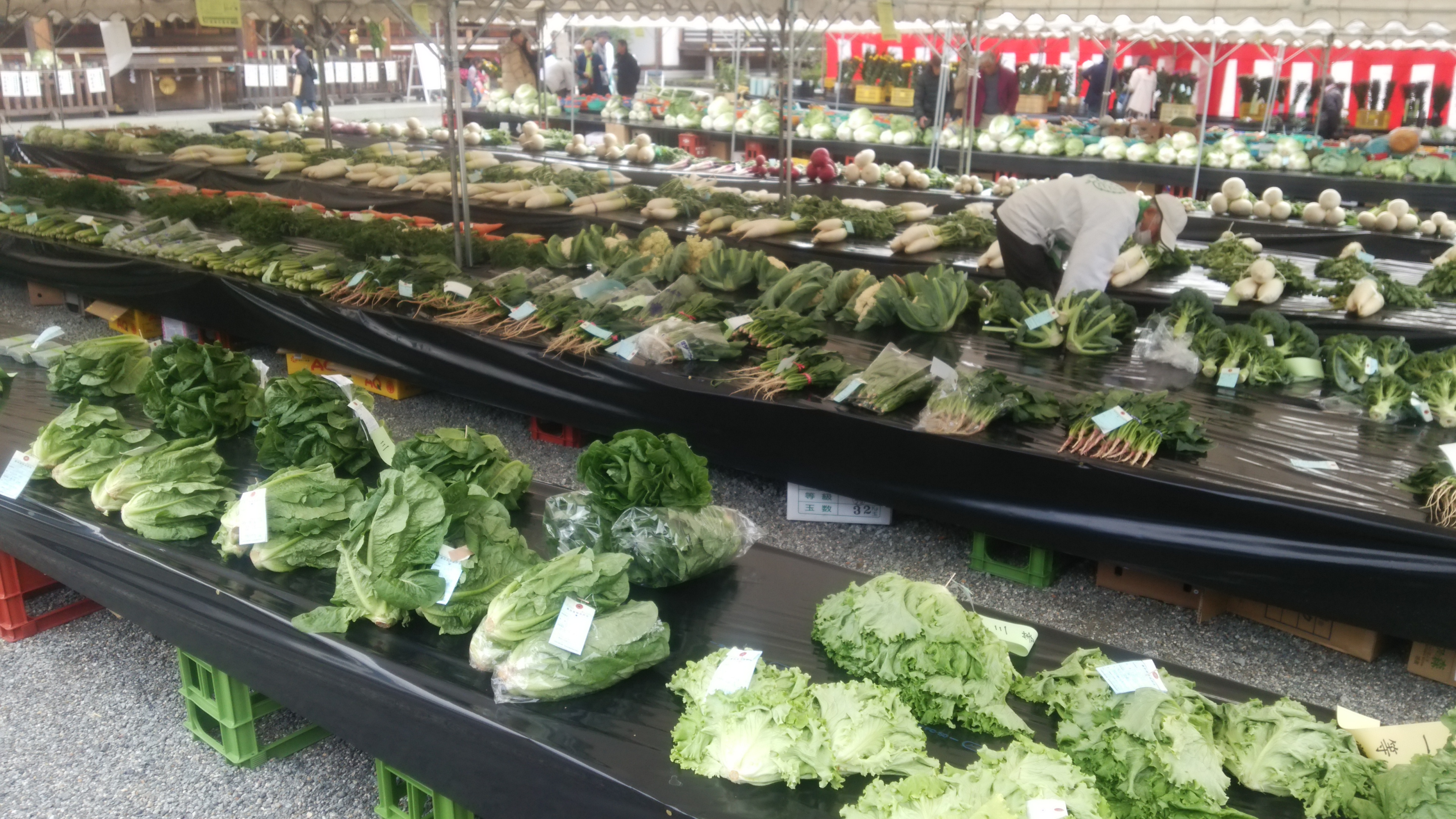
大神神社の新嘗祭に開催される豊年講の品評会に集まった地場野菜

大和野菜（やまとやさい）とは、現在の奈良県（旧大和国）で生産されている野菜のうち、奈良県農林部が「大和野菜」と認定したものである。

## 概要
奈良県は地形と気候から見て奈良盆地、大和高原、吉野山地と変化に富む3つの地域におおまかに区分できる。太古の湖であった奈良盆地は全国有数の肥沃な土地であり、また、いずれの地域も内陸性気候で昼夜の寒暖差が大きい。このため味の良い多様な農作物が育つ風土に恵まれている。有史以来、大和国は国の中心であり、784年に都が長岡京に遷された後も大社寺が栄えたため、農産物をはじめとする物品が全国から集まり、土着化して食文化の中に根付いてきた。さらに、古代の灌漑技術や条里制、近世の「田畑輪換」の成立とため池の構築、近代には明治三老農のひとり中村直三に代表される篤農家の輩出や「奈良段階」と称賛された生産性の高さ、そして現代、2011年奈良県産ヒノヒカリの食味ランキング特A全国トップ3獲得に象徴されるように、大和国は常に農業先進地であった。奈良県内では、このような大和国の風土と歴史、文化に根ざした多種多様で個性的な在来野菜が作り継がれてきたが、栽培や収穫に手間がかかり大規模生産と流通に向かないため、高度成長期以降、一般的な品種が栽培されるようになっていった。
奈良県農林部は、1991年（平成3年）5月、伝統野菜産地育成検討会で「大和まな」と「祝だいこん」の取組を開始、翌92年（平成4年）には「宇陀ごぼう」「丸なす」で奈良県経済連に補助を決めた。これらの取組は一旦立ち消えになったが、2002年（平成14年）に川西町商工会が「結崎ネブカ」の復活に着手。2004年（平成16年）には県が大和野菜振興対策事業を策定し、農家の自家需要など地域で大切に自家採種されてきた固有の伝統野菜を次の世代に残して発展させ、産地の地域おこし、地産地消、大都市圏向けの地域ブランド化、観光・飲食産業への活用、遺伝資源の保存などにつなげるという観点から、2005年（平成17年）10月5日に在来種である「大和の伝統野菜」10品目と栽培等に工夫を加えた「大和のこだわり野菜」4品目を「大和野菜」に指定した。 以後、漸次追加指定され、2014年末現在、「大和の伝統野菜」20品目、「大和のこだわり野菜」5品目となっている。また、指定されていない在来野菜も約30品目確認されている。

## 大和の伝統野菜
奈良県農林部により、
- 戦前から奈良県内で生産が確認されている品目
- 地域の歴史・文化を受け継いだ独特の栽培方法により「味、香り、形態、来歴」などに特徴を持つもの

と定義されている。

### 根菜類

#### 宇陀金ごぼう
- 奈良県宇陀地方の雲母を多く含んだ砂質土壌で栽培されるゴボウ。掘り出すと表面に雲母が付着して金粉をまぶしたように見えることから、「金ごぼう」あるいは「金粉ごぼう」と呼ばれ、特に正月の縁起物として珍重される。
- 2005年（平成17年）10月5日認定

#### 祝だいこん
- 奈良県で正月の雑煮用として作り継がれてきたダイコン。雑煮の具や煮しめに用いられるので、暮れに「雑煮大根」として出回る。直径2～3cmで、縁起の良い輪切りにし雑煮に入れて食べる。
- 2005年（平成17年）10月5日認定

#### 片平あかね
- 奈良県山辺郡山添村片平で古くから作られ、地元消費されてきた、葉脈から根の先までが赤いカブ。細いダイコンのような形をしているが、カブの一種で、根も葉も利用でき、赤い色を生かして酢漬け、糠漬け、酢の物にされる。
- 2006年（平成18年）12月20日認定

#### 筒井れんこん
- 奈良県大和郡山市の筒井城跡の堀やその周辺の湿地で栽培される在来のレンコン。太くて鉄分が多い。粘りが少なく、シャリシャリした口当たりは、おせち料理の煮物に最適。
- 2011年（平成23年）12月20日認定

- 直売所に並ぶ「宇陀金ごぼう」
- 大和伝統野菜「宇陀金ごぼう」
- 大和伝統野菜「祝だいこん」
- 大和伝統野菜「片平あかね」
- 大和伝統野菜「筒井れんこん」

### いも類

#### 大和いも
- 奈良県御所市櫛羅を中心に栽培される在来種の、げんこつ形黒皮ツクネイモ。肉質が濃密で、粘りが強く、濃厚な食感がある。
- 2005年（平成17年）10月5日認定

#### 味間いも
- 奈良県磯城郡田原本町味間で作り継がれてきたサトイモの在来種。白くてきめの細かい絹肌で、とろりととろける食感とコクがある。
- 2014年（平成26年）12月24日認定

- 大和伝統野菜「大和いも」
- 大和伝統野菜「味間いも」

### 葉物野菜

#### 大和まな
- 奈良県で古くから作られていた切葉真菜で、ひたし、和え物、煮炊き、漬物など用途が広い。2～3度霜に会わせてから食べると非常に甘みが高まり、独特の風味がある。
- 2005年（平成17年）10月5日認定

#### 千筋みずな
- 奈良盆地で栽培されてきた葉が細く葉先の切れ込みが深いミズナ。一つの株からたくさんの白い葉柄と緑の葉が出る。あまり煮込まず、しゃきっとした食感を楽しむ。
- 2005年（平成17年）10月5日認定

#### 結崎ネブカ
- 奈良県磯城郡川西町結崎地区で生産される在来のネギ。真っ直ぐ立たず、途中で倒れるため外見が良くなく、栽培が廃れたが、その分、甘くて柔らかい。室町時代に翁の能面といっしょに天から降ってきたネギを植えたという伝説がある。
- 2005年（平成17年）10月5日認定

#### 大和きくな
- 奈良県北部の農家が受け継いできた、大葉と中葉の中間葉の鍋物用春菊。ボリュームある瑞々しい緑葉は厚肉柔軟で香気と共に新鮮味が強い。
- 2006年（平成18年）12月20日認定

#### 下北春まな
- 奈良県吉野郡下北山村で古くから自家野菜として栽培されてきた漬け菜。大ぶりの丸い葉は切れ込みがなく、肉厚で濃い旨味と柔らかい口当たりが特徴。塩漬けにし、ご飯を包み込んで「めはり寿司」にする。
- 2008年（平成20年）3月28日認定

- 大和伝統野菜「大和まな」
- 大和伝統野菜「千筋みずな」
- 大和伝統野菜「結崎ネブカ」
- 大和伝統野菜「大和きくな」
- 大和伝統野菜「下北春まな」を使った製品

### 果菜類

#### ひもとうがらし
- 奈良県内で古くから自家消費用に栽培され、「みずひきとうがらし」とも呼ばれる甘トウガラシ。長さが10cm前後、鉛筆より細く、濃緑色で皮が柔らかい。油炒め、煮物、天ぷらなどに最適。
- 2005年（平成17年）10月5日認定

#### 紫とうがらし
- 奈良県奈良市、天理市で自家消費用として栽培されてきたトウガラシ。表皮はつややかな紫色で、熱を加えると薄黄緑色に変わる。長さ約5cm。辛みはほとんどない。
- 2006年（平成18年）12月20日認定

#### 黄金まくわ
- 奈良県一円で古くから栽培される在来のマクワウリ。昭和11年に奈良県で育成された『黄1号』はマクワウリの基準品種である。お盆のお供え物としてよく使われてきた。さっぱりした甘みは昔懐かしい味。
- 2006年（平成18年）12月20日認定

#### 大和三尺きゅうり
- 奈良県在来種の鮮緑色白いぼキュウリ。通常35～40cm前後で収穫し、種子が少なく、肉質が緻密でやや厚い皮が特徴。苦みがなく、キュウリの醍醐味であるポリポリとした歯切れのよい食感があり、食味に優れる。
- 2006年（平成18年）12月20日認定

#### 大和丸なす
- 奈良県大和郡山市、奈良市、斑鳩町で生産される丸ナス。古くから自家採種で選抜を繰り返し、栽培され続けてきた。果皮はつややかな紫黒色で、へたに太い刺がある。肉質はきめが細かく、よくしまり、煮くずれしにくい。田楽のほか、焼き茄子、揚げ出汁、雑炊にもよい。
- 2008年（平成20年）3月28日認定

#### 黒滝白きゅうり
- 奈良県吉野郡黒滝村で江戸時代から栽培されている白色でやや短いキュウリ。漬物にして昔から親しまれてきた。
- 2014年（平成26年）12月24日認定

- 大和伝統野菜「ひもとうがらし」
- 大和伝統野菜「紫とうがらし」
- 大和伝統野菜「黄金まくわ」
- 大和伝統野菜「大和三尺きゅうり」
- 大和伝統野菜「大和丸なす」
- 大和伝統野菜「黒滝白きゅうり」

### 香辛野菜

#### 小しょうが
- 在来種]ショウガ。大ショウガに比べ小振りで、辛みが強く、香りがよくて筋がない。甘酢漬けや紅生姜、奈良漬、佃煮、生姜湯などに利用する。
- 2005年（平成17年）10月5日認定

#### 花みょうが
- 五條市が主産地のミョウガ。ふっくらと大振りで、しゃきしゃきとした食感と独特の風味がある。薬味や漬物用に高級食材とする。全国ではハウス栽培が盛んな高知県の生産量が圧倒的であるが、露地物に限れば奈良県が全国1位で24.8%を生産する[10]。
- 2005年（平成17年）10月5日認定

- 大和伝統野菜「小しょうが」
- 大和伝統野菜「花みょうが」

### その他

#### 軟白ずいき
- 奈良市狭川地区で生産されるずいき。えぐみの少ない赤茎の唐芋系のサトイモの芋茎を草丈の低いうちから軟化栽培したもの。高級料亭で和え物などに利用される。
- 2005年（平成17年）10月5日認定

## 大和のこだわり野菜
奈良県により、「栽培や収穫出荷に手間をかけて栄養やおいしさを増した野菜や本県オリジナル野菜など」と定義されている。

### 手間をかけて栄養や味を増した野菜

#### 朝採り野菜
（レタス、なす、きゅうり、スイートコーン）
- 2005年（平成17年）10月5日認定

#### 大和寒熟ほうれん草
- 2010年（平成22年）1月13日認定

### 県独自の野菜

#### 大和ふとねぎ
- 2005年（平成17年）10月5日認定

#### 香りごぼう
- 2005年（平成17年）10月5日認定

#### 半白きゅうり
- 2005年（平成17年）10月5日認定

- 大和野菜「大和ふとねぎ」
- 大和野菜「香りごぼう」
- 大和野菜「半白きゅうり」

## 未指定の大和在来野菜

### 根菜類

#### 大和白上がり大根
- 現在の奈良市歌姫町は古くから白上り大根（尻太り大根）の産地であった[11]。
- 『大和国町村誌集』には、1881-82年（明治14-15年）頃の記録として、「添下郡平城村山陵 大根三十八駄 歌姫 大根百五十駄」との記述があり、両地区で25t以上（1駄を135kgと換算して）のダイコンが生産されていたことが分かる[12]。
- 須之部淑男『ダイコンをそだてる』に、大和白上がり大根の記述がある[13]。
- 増尾正子の『奈良の昔話』（2007年8月）には、「二～三十年位前までは、歌姫大根といえば美味しい大根の代名詞のように思われていて、ことに漬物大根が有名で、私の家でも、毎年歌姫の方に頼んで持って来て頂いていたが、この頃、宅地が増えて町が発展しておられるのは結構な事だが、良い漬物大根が手に入りにくくなったのは残念だ。」と記されている[14]。
- 農業生物資源ジーンバンクには、1930年ごろに農家が自家採種していた「大和白上り大根」の種子が現在も発芽する状態で保存されている[15]。

#### 今市かぶ
- 奈良市今市町周辺で古くから栽培されていた在来の早生小カブ。絹肌で、根も葉も柔らかく旨みに富み、特に葉の風味が極良で、葉カブとして利用される場合も多い。大和の伝統野菜であるが、奈良県産の今市かぶは、現在市場に流通していないため、「大和野菜」としては奈良県から認定されていない。
- 農山漁村文化協会刊行の『野菜第11巻 地方品種』に、奈良県地方品種として「今市カブ」が挙げられている[16]。

#### 奈良阪ニンジン
- 古くから栽培される。奈良市の奈良阪、般若寺付近は奈良晒の産地で、布を晒すための草木灰残りかすを肥料として使用し、明治初年（1868年）頃には大阪の浪速ニンジン、京都の九条金時とともに三大産地といわれていた[17]。金時にんじんであると推測される。

### いも類

#### 仏掌薯（つくねいも）
- ナガイモ（学名：Dioscorea opposita Thunb. 英名：Chinese yam）の中のイチョウイモ群に分類され、奈良県内では耕土の深い山間の畑地で主に栽培される[18]。
- 仏の手のような形をしたいもで、摺りおろしたときの粘りはナガイモよりは強いが、「大和いも」よりは少ない。
- 1709年（宝永7年）に刊行された貝原益軒の『大和本草』巻之五「菜蔬類」に「仏掌薯（つくねいも）」が記載され、「薯蕷」の一種であるとされている[19]。
- 1712年（正徳2年）に刊行された寺島良安編纂『和漢三才図会』は巻第百二の「柔滑菜」で、栽培種のナガイモ群を「長芋」「家山薬」と呼んで「薯蕷」に分類し、根の特徴として、長さ30cm、周囲6～9cm、大きいもので重さ数斤（1斤は600g。ただし明治以後）で、表面は灰黄色、肉は白色で脆く粘りが少ないと述べている。自生のヤマノイモは「やまのいも」「野山薬」「自然生（じねんじょう）」と呼んで「薯蕷」に含め、指ほどの太さで、摺りおろして湯の中で煮ても散らばらず塊になると述べている。そして「仏掌薯（つくねいも）」を葉の形状からそれらの「薯蕷」とは別種とし、さらに「薯蕷（ながいも）」と「仏掌薯」を合わせて「山の芋」と呼ぶなど本草学でも呼び方が混乱していると記されている。[20]
- その上で同書の「仏掌薯（つくねいも）」の項に、「其の根状仏手柑に似る 而して肥大く攫溲（つくね）たる者の如し 故に之を名づく」とイモの形状が名前の由来になったことが書かれ、「於和州より出る者良し 信州亦可なり」と記されていて、このころにはすでに大和産の「仏掌薯（つくねいも）」が最高のものとして広く名を知られていたことが分かる[20]。
- また同書には、巻第九十「大和」に「大和国土産」として「薯蕷（つくねいも） 宇陀」の記述がある[21]。同書は、「薯蕷（やまのいも、ながいも、やまついも）」と「仏掌薯（つくねいも）」を別の種としているため、宇陀に産する「薯蕷（つくねいも）」が「仏掌薯（つくねいも）」であると断定はできないものの、貝原益軒の『大和本草』が仏掌薯を薯蕷の一種であるとしていることや、後述するように仏掌薯は「大和蕷署〔ママ〕」とも書かれている[22]ことから考えて、その可能性は大きいと言える。
- 1736年（享保21年）、並河誠所編纂の『大和志』には、大和国（現在の奈良県）で、宇陀郡の土産として「薯蕷 小附村佳と為す」（現宇陀市大宇陀小附）と記されている[23]。
- 1803年（享和3年）に刊行された小野蘭山の『本草綱目啓蒙』の「薯蕷」の項に、「家に栽ゆる者をナガイモと云 一名マイモ和州 根の形円にして長さ一二尺 食用に良とす 救荒本草に家山薬と云ふ 又山中自生の者をジネンジヤウと云ふ 一名エグイモ和州 救荒本草に野山薬と云ふ（中略）家山薬より根細くして堅く長し 至て長き者は六七尺に至る 薬用に良とす[24]」として「ナガイモ」と「ヤマノイモ」を区別している。その上で、それらとは別に「又一種ツクネイモと呼ぶ者数品あり 和州の産を良とす 故に大和イモ ウダイモと云ふ」と記している。そして、イモの形状によって「其形扁く枝ある者をイチヤウガタと呼ぶ（中略）漢名仏掌藷」「其形肥厚にして人形の如き者をダイコクイモと呼ぶ」「最肥大にして長さ一尺余なる者をキネイモと呼ぶ」とそれぞれ名称を挙げている。これらの記述から、現在のツクネイモ群ではなくイチョウイモ群のことを「つくねいも」と呼び、「大和イモ」「宇陀イモ」の名がその名称になるほど大和産、特に宇陀産の良質な「つくねいも」が全国に知られていたことが分かる。また、イチョウ型の「つくねいも」が漢名で「仏掌藷」と記されていたことにより、「仏掌藷」「仏掌薯」に「つくねいも」の熟字訓が当てられるようになったものと考えられる。さらに「是皆山薬の類なり 苗の形状も異ならず」と、これら様々な形状の「つくねいも」もナガイモやヤマノイモ（自然薯）と同種であると記されている。[25]
- 江戸時代の文化年間（1804年～1818年）に著された農書『成形図説 巻二十二』の「棒芋（つくねいも）」の項に「杵芋（きねいも）大和宇多郡宇智郡等に産（いでた）る者 つくね芋の究上なり 頭大く尾小く両魁を合すれば杵の如き故に名とす 亦 大和芋 宇治芋 銀杏芋なども呼べり」と記し、また「つくね芋は蔓生にて 大和地方の産は魁塁（つぶだた）ずして 味も亦絶（すぐれ）たり （中略） 葉 薯蕷（やまのいも）より大にして円し 根は手を束（つくね）しやうして 粘滑なること黐（もち）の如し」としている[26]。
- 1828年（文政11年）に刊行された岩崎灌園の『本草図譜』の「薯蕷」の一種として、自生のヤマノイモを「じねんじょう」とし「ゑぐいも 和州」と大和での呼び名を挙げた上で[27]、別に一種「つくねいも」として「いてふいも」「やまといも」「うだいも」「仏掌藷」の別名が挙げられていて、宇陀で栽培されるイチョウイモ群の仏掌薯（つくねいも）が「大和いも」「宇陀いも」として全国に名を知られていたことが分かる[28]。
- 『大和国町村誌集』には、1881-82年（明治14-15年）頃の記録として、「宇智郡北宇智村近内 薯蕷八百貫目 久留野 山芋千六百貫目 西久留野 山芋四百貫目 阿田村原 薯蕷千二百貫目（北宇智村・阿田村合計薯蕷7.5t、山芋7.5t）[29]」（いずれも現五條市）と記されている。「薯蕷」と「山芋」の名前が区別されているが、後述するように北宇智村産の「大和蕷署〔ママ〕」が仏掌薯とも呼ばれている[22]ことからすると、薯蕷は仏掌薯を指していると考えられる。また同書に、「山辺郡上仁興 薯蕷二十五貫目 下仁興 薯蕷五十貫目 藤井 薯蕷二十五貫目[30]」（いずれも現天理市）との記述があり、3集落で合計100貫目（375kg）産出していることから、自生のヤマノイモを採取したのではなく、いずれかの種が栽培されていたと考えられ、仏掌薯である可能性がある。
- 1903年（明治36年）、奈良県農事試験場（現農業研究開発センター）が「仏掌薯」の品種と施肥試験を実施している[31]。
- 1924年（大正13年）の『本場に於ける蔬菜栽培秘法』（三農学士編 柴田書房）に「大和蕷薯〔ママ〕 一名仏掌薯（ツクネイモ）」の項があり、「大和薯の主産地は大和国宇智郡北宇智村にして明治廿四年頃迄は近隣の小都邑に販売せるに止まりしが鉄道の附設後は京阪関門の各市場を始め名古屋及東京地方に出荷し、品質の優良なる為長芋を凌駕するに至れり。」と、鉄道の開通で全国に優れた品質が認められた様子がうかがえる[22]。
- NPO法人清澄の村の『大和伝統野菜物語』は、奈良県の「農家が自分達自身の食用として栽培しつづけてきた」「仏掌芋（ぶっしょういも）」というイモがあると述べている[32]。
- 吉野や宇陀市、五條市、田原本町などで現在も生産され「自然薯（じねんじょ）」「やまいも」「つくね芋」「長芋」等の名で地方青果市場や農産物直売所に流通するイモは「仏掌薯（つくねいも）」であると考えられる。（ギャラリー写真参照）

- 大神神社豊年講品評会に出品された「仏掌薯」
- 「やまいも」の名で流通する吉野産の「仏掌薯」
- 「じねんじょ」の名で売られる宇陀産の「仏掌薯」
- 「つくね芋」の名で売られる五條産の「仏掌薯」
- 「長芋」の名で売られる田原本産の「仏掌薯」

#### 烏播（ウーハン）
- 1940年（昭和15年）に奈良県農事試験場（現農業研究開発センター）の鈴木栄次郎らによって台湾から導入された黒軸系のサトイモの品種。耐乾性が強いことから、宇陀、吉野の山間畑作地帯で広く作付けられた[33]。
- 強い粘りがあり、味が良いので、煮物やかき餅にされた。味がしみ込みやすく、イカと炊き合わせると相性がよい。皮付きのまま蒸すか茹でるかし、きぬかつぎや味噌田楽にすると、格別な味わいがある。
- 1960年前後までは市場流通していたものの、晩生のため販売用としては早生品種に対抗できずに急減した。しかし、味の良さと作りやすさから、今も農家の自給用に栽培され続けている。県内各地に農産物直売所ができ始めてから、店頭にも出回るようになり、産地名を冠した物も見られるようになった。

- 大和在来のサトイモ「烏播（ウーハン）」
- 産地名を冠した「葛城ウーハン」

#### 紀州芋
- 和歌山県で栽培されていた在来種のサトイモが奈良県内に伝わり、県境に近い五條市や御所市で土着したもの。
- えぐ芋系晩生の親芋子芋兼用種で、奈良県内の平野部では「石川早生」と並んでサトイモの主要品種の一つとなり、1940年代から50年代にかけて奈良県農業試験場で行われた品種比較試験で優良品種として選定された[33][34]。
- 1980年に奈良県農業試験場が行った試験で収量が優れていることが確かめられた[33]。
- きめ細かくなめらかで、ねっとりした粘り気としっとりとした食感があり、食味が良い。

- 大和在来のサトイモ「紀州芋」
- 店頭に並ぶ「紀州芋」

#### ずいき小芋
- ずいき用の「唐の芋」を収穫したときについている子芋。一株の親芋から少ししか取れず、農家では古くからその味が楽しまれてきたが、市場に出回ることは極めて稀な里芋である。
- 収穫したての「ずいき小芋」は、親指の爪で皮をこそげ取ることができるほど柔らかく、すぐに煮える。こんにゃく、油揚げと一緒に炊いたおかずがよく作られる。
- ずいきを収穫するお盆前後の短い期間が、柔らかい「ずいき小芋」を食べられる唯一の旬である。

- 大和在来のサトイモ「ずいき小芋」
- 店頭に並ぶ「ずいき小芋」
- 皮をむいた「ずいき小芋」

#### 洞川いも
- 古くから吉野郡天川村洞川で作られてきたジャガイモ。かつては洞川地区で普通に栽培されていたが、徐々に近代的品種に置き換わっていき、最終的には同地区在住の吉野喜美子のみが栽培するのみとなっていた。天川村役場の調査により、彼女が生前に耕作していた畑から5個の洞川いもが発見され、2011年（平成23年）、発見されたいもを種芋として役場職員2人により2か所で栽培がはじめられた。ところが、その年の夏の紀伊半島大水害により1か所の畑が水没し、かろうじて残った1か所の畑から収穫されたいもを翌年以後も増やし続けた。2015年現在、十数軒の農家が栽培できるまでに復活している。
- 皮は薄いピンク色で、中身は他のジャガイモと同様のクリーム色である。煮崩れしにくく、粘り気のある食感が特徴である。専門機関の調査により、現在市場に出回っているどのジャガイモの遺伝子も受け継いでいない独自のジャガイモであることが判明した。
- 村では今後の増産に向け、洞川いもを試験的に郷土料理に使ったり、新しい料理を試作したりして、利用法を研究開発中である[35]。

- 天川村在来の「洞川いも」
- 洞川いもの花

### 葉物野菜

#### 大和細葱
- 大和特産の葉ネギ。汁の実や薬味として大変便利。葉はやわらかく家庭菜園で人気が高い[36]。
- 農業生物資源ジーンバンクには、大正時代に栽培されていた「大和細ネギ」の種子が現在も発芽する状態で保存されている[37]。また、別系統で「橿原在来」と呼ばれる品種の種子も同様に保存されている[38]。

- 直売所に並ぶ「大和細葱」

#### ちしゃ
- 下から葉を掻き取って食べるレタスの一種。
- 日本では奈良時代以前から栽培され、奈良時代の『正倉院文書』には「芹、水葱、菁、苣、薫陸、」（734年天平6年）他、「苣」「萵苣」の文字が見られる。また、平安時代の『東大寺文書』四ノ五十二にも「白米六斗進上茗荷一蕗青菜苣大笋少少小笋暑預二柄山老五升小豆四升白豆五合串柿九串」（1176年安元2年）の記述がある。
- 1533年（天文2年）奈良転害郷（現奈良市手貝町）の塗師松屋久政によって起筆され、久好、久重の3代にわたって1650年（慶安3年）まで書き継がれた茶会記『松屋会記』に記された茶会の食材と料理の中に、「チサ汁」「汁 チサ」が多数見られる[39]。
- 宇陀松山（現奈良県宇陀市）の本草学者、森野藤助（1690年-1767年）が、晩年に写生した薬草の図鑑『松山本草』の中に、「細葉萵苣 チシヤ」の絵がある[40]。
- 1940年頃に、奈良県女子師範学校（現奈良教育大学）生徒の副食物を調査した『郷土食の研究（奈良県下副食物之部）』に「ちさ」の名が見え、奈良県下で栽培され広く食べられていたことが分かる[41]。
- 大和では「ちしゃとたけのこはあいくち（相性がよい）」と言って、郷土料理に「ちしゃとたけのこのおあえ（ごま味噌あえ）」「ちしゃとたけのこの木の芽あえ」をはじめ、「ちしゃのはりはり」「ちしゃ菜寿司」などがあり[42]、古くから親しまれてきた野菜である。
- ナント種苗の過去のカタログ『種の世界』には「白かきちしゃ」の記載が確認できる[43]。

- 大和在来野菜「ちしゃ」
- 直売所に並ぶ「ちしゃ」

#### 若草ほうれんそう
- 奈良県農業試験場編の『奈良県農業試験場百年記念誌 資料編』によると、1953年（昭和28年）にホウレンソウ「若草」が育成されたとされる[44]。
- 現在の奈良市大安寺町は戦後ホウレンソウ栽培が盛んになり、奈良市街地に供給していた。「次郎丸」から選抜した「若草」が主流だったことがあるが、その後別品種になっていった[45]。
- 農山漁村文化協会刊行の『野菜第11巻 地方品種』に、奈良県地方品種として「若草」が挙げられている[46]。
- ナント種苗の過去のカタログ『種の世界』には「若草法蓮草」の記載が確認できる[47]。
- 農業生物資源ジーンバンクには、「若草大葉」の種子が現在も発芽する状態で保存されている[48]。

#### 芭蕉菜
- からし菜の仲間で、高菜のこと。からし菜と同様の辛味がある。
- 日本で本格的に高菜が栽培されるようになったのは、明治時代に清国から奈良県農事試験場（現奈良県農業研究開発センター）に種子が導入されたのが最初である[49]。
- 漬物に利用される[50]。また、高菜を使っためはりずしは十津川地域の郷土料理である[51]。

### 果菜類

#### 花丸きゅうり
- 花がついたままの、3cmほどのキュウリ。愛らしく風情のある姿なので、つまやあしらいなどの飾り、また箸置きにすると食卓が華やぐ。
- 1923年（大正12年）、添上郡東里村須川（現奈良市須川町）の岡田庄市郎が花丸胡瓜を初めて出荷した。1927年（昭和2年）に須川園芸組合を設立、1929年（昭和4年）から大阪市場に共同出荷。大和三尺の短いものを京都府相楽郡大河原村（現南山城村）で種採り栽培してもらって、その種を使用する。1935年から1939年（昭和10年から14年）に最盛期を迎える。戦後は、須川から伝わった京都府相楽郡当尾村大畑（現木津川市加茂町大畑）、奈良県添上郡狭川村（現奈良市狭川町）、大柳生村（現奈良市大柳生町）でも栽培され、神戸、名古屋、東京にも一部出荷するようになった[52]。
- 1973年（昭和48年）に奈良県天理農業改良普及所の大石本保によって「花丸キュウリ・ネット栽培（笠置三尺系） 土つくり－ウイルス病の徹底防除技術 奈良市 広本稔さん（50歳）」が著されている[53]。
- 農山漁村文化協会刊行の『野菜第11巻 地方品種』に、奈良県地方品種として「花丸キュウリ」が挙げられている[46]。

#### 大和小菊南瓜
- 宇陀松山（現奈良県宇陀市）の本草学者、森野藤助（1690年-1767年）が、晩年に写生した薬草の図鑑『松山本草』の中に、「南瓜 ボウブラ」として日本種系の菊座カボチャの絵があり、「一名 ナンバンウリ アコダウリ とも云」と記されている[40]。
- 大和農園（奈良県天理市）のカタログによると、「煮物に適した小型の日本種系南瓜で、料亭で旬の味覚として煮物に出るのが本種である。食べる人の好みに合わせて味つけをする南瓜[54]」である。日本カボチャは 西洋種のようなほくほくした甘みはなく、和風の微妙な出汁に応える繊細な味とねっとりとした食感が特徴である。
- 神田育成農園（奈良県橿原市）の「神田小菊南瓜」も、同様の固定在来種である[55]。

- 大和在来野菜「小菊南瓜」
- 店頭に並ぶ「小菊南瓜」

#### 千成かぼちゃ
- 昭和初期（1926年前後）の食生活を記した『聞き書奈良の食事』日本の食生活全集29に、磯城郡田原本町阿部田（現田原本町千代）での聞き書きに、「夕飯―こいも飯、千成かぼちゃとなすびの煮もの、漬けもん」として「かぼちゃやなすびは毎日のように食卓に上る。かぼちゃは貯蔵がきき、短時間で煮ることができ、腹もちがよいのでおかちゃんにとっては助かる野菜である。」と記されている[56]。
- 西洋種の「栗かぼちゃ」の一種で、1株に多くの実をつけることから「千成かぼちゃ」「鈴成かぼちゃ」と呼ばれる。
- 農業生物資源ジーンバンクには、「鈴成綿〔ママ〕南瓜」（正しくは「鈴成錦」）の種子が現在も発芽する状態で保存されている[57]。ナント種苗（奈良県橿原市）からは、F1品種「鈴成錦2号（すずなりカボちゃん）」が発売されている[58]。

#### 銀まくわ
- 昭和初期（1926年前後）の食生活を記した『聞き書奈良の食事』日本の食生活全集29に、磯城郡田原本町阿部田（現田原本町千代）での聞き書きとして、「銀まっかは筋が入っていて皮が厚い。むちむちとした甘みがあり、黄まっかより味がよい[59]。」とある。
- 1929年（昭和4年）に奈良県農事試験場（現農業研究開発センター）がマクワウリの本格的な品種育成に着手し、在来の「銀甜瓜」をはじめ「黄甜瓜」「白甜瓜」からそれぞれ系統選抜による改良を行った[60]。
- ナント種苗の過去のカタログ『種の世界』には「十六甜瓜（銀まくわ）」の記載が確認できる[61]。
- 2005年、大阪府立西淀川高校が西淀川の伝統野菜であるマクワウリを復活させるため、ナント種苗の十六甜瓜の種を取り寄せて栽培した[62]。
- 農業生物資源ジーンバンクには、マクワウリ「甘露」の種子が現在も発芽する状態で保存されている[63]。

#### 梵天瓜
- 皮が白い奈良県原産のマクワウリ。古くは単に「瓜」と言えばマクワウリを指した。最も古くからの栽培が確認できる大和の在来野菜である。
- 大和でのウリの栽培の歴史は古く、約2000年前の弥生時代の遺跡である唐古・鍵遺跡（奈良県磯城郡田原本町）では、土器に付着したウリの種子が見つかっている。橿原神宮外苑（奈良県橿原市）の上代井遺構[注釈 3]からはウリの皮が[64]、平城宮跡東方官衙地区（奈良市）からは種が、また西大寺食堂院井戸（奈良市）からは「瓜」と書かれた木簡と種が[65]、それぞれ出土している。
- 万葉集にはウリにまつわる山上憶良の『子を思ふ歌』が収められている。
- 平安時代中期の学者藤原明衡の『新猿楽記』には、登場人物「四郎君」が集めた諸国土産の中に「大和瓜」が挙げられている。また、平安時代末期に成立した『今昔物語集』の巻第二十八第四十「外術を以て瓜を盗み食はれし語」に、「大和国より多くの馬どもに瓜を負はせつれて、下衆ども多く京へ上りけるに」とある[66]。さらに、鎌倉時代の1254年（建長六年）に成立した『古今著聞集』の巻七の二九五「陰陽師晴明、早瓜に毒気あるを占ふ事」に、「御堂関白殿、御物忌に、解脱寺僧正勧修、陰陽師晴明、医師忠明、武士義家朝臣、参籠して侍りけるに、五月一日、南都より初瓜を奉りたりけるに[67]」とある。これらの記述から、10世紀終わりから11世紀初めには大和、奈良（南都は奈良の別称）がマクワウリの名産地として知られていたことが分かる。
- 『談山神社文書』351「甲寅御神領算用状」元和元年（1615年）6月29日に、「梵天瓜百之代」、「貳斗壱升 上様へ梵天瓜遣上数七十之代に渡す」と、梵天瓜の名が確認できる[68]。「梵天瓜」の名が現れる最初の文献である。
- 1623年（元和9年）または1628年（寛永5年）に成立した安楽庵策伝の『醒睡笑』には、1322年（元亨2年）に朝廷に上程された虎関師錬の『元亨釈書』を逸話を元にして、「梵天瓜」という名前の由来が次のように記されている。延暦寺伝教大師の弟子、慈覚大師が天長10年（883年）40歳の頃、ひどい疲労のため目が見えなくなった。命の長くないことを悟り、比叡山の北谷の草庵に3年間籠って終末を待っていたところ、ある夜、夢に天人が現れ、霊薬だと言って瓜に似た物を与えられた。半分を食べたところその味は蜜のようであった。居合わせた人にこれは梵天王の妙薬であると告げられた。夢が覚めると、口の中に味が残っていた。その後、体調は回復して目も見えるようになった。残り半分を土に蒔いたところ、瓜が生ったので「梵天」と呼ぶようになった[69][70]。
- 1645年（正保2年）に刊行された松江重頼の俳諧論書『毛吹草』は、大和の名産品として「梵天瓜」を挙げている[71]。
- 1697年（元禄10年）に刊行された菊本賀保の『国花万葉記』三 「大和」の「大和国中名物之出所」に「梵天瓜 外白色 内黄色」とある[72]。
- 1712年（正徳2年）に刊行された寺島良安編纂『和漢三才図会』の「大和」に「大和国土産」として「甜瓜 皮白瓤黄 梵天瓜と名づく」とあり[21]、また、「甜瓜」に「和州梵田〔ママ〕は白色也」とある[73]。
- 1736年（享保21年）、並河誠所編纂の『大和志』13巻 式下郡に、「土産 白甜瓜 石見村」[74]（現磯城郡川西町石見）、同16巻 山辺郡に、「土産 白甜瓜 田村丹波市村 佳品と為す」[75]（現天理市田町、同市丹波市町）の記述がある。
- 1803年（享和3年）に小野蘭山が著した『本草綱目啓蒙』の「甜瓜」に「一種皮白色なる者あり ボンデンウリ〔ママ〕と呼ぶ 和州南都よりこれを出す」の記述がある[76]。
- 1929年（昭和4年）に奈良県農事試験場（現農業研究開発センター）がマクワウリの本格的な品種育成に着手し、在来の「白甜瓜」をはじめ「黄甜瓜」「銀甜瓜」からそれぞれ系統選抜による改良を行った[60]。
- 農業生物資源ジーンバンクには、小菊と白マクワウリの雑種を分系選抜した「大型菊」の種子が現在も発芽する状態で保存されている[77]。

#### 越瓜（あさうり、しろうり）
- 奈良漬など漬物に加工される甘みのないウリ。
- 江戸時代のはじめ、慶長年間（1596年-1615年）に、奈良中筋町に住む漢方医糸屋宗仙がシロウリの「奈良漬」を売り出し、全国に知られるようになったと言われる。「徳川家康（1542～1616）が大坂夏の陣で「あしひの杜」に陣を取った際、奈良名物として献上された奈良漬の味をたいそう気に入った。やがて天下を取って江戸に戻ってからもその味が忘れられずに、奈良から糸屋宗仙を呼び寄せ、奈良漬作りの幕府御用商人にさせた。以来、参勤交代の大名の手みやげになるほど日本中の人気となった。」という言い伝えもある[78]。「奈良漬」が奈良の名産として広がったのは、当時奈良でよく取れたシロウリと、南都諸白の質のよい酒粕に負うところが大きい。
- 1736年（享保21年）、並河誠所編纂の『大和志』12巻 添上郡に、「土産 越瓜大安寺池田二村多産」とあり、添上郡大安寺村と池田村（現奈良市大安寺町、池田町）で「越瓜」が多く栽培されていたことが分かる[79]。
- 宇陀松山（現奈良県宇陀市）の本草学者、森野藤助（1690年-1767年）が、晩年に写生した薬草の図鑑『松山本草』の中に、「越瓜 シロウリ」の絵があり、「一名 ロフリ 菜瓜」と記されている[40]。
- 1775年（安永4年）刊の越谷吾山の方言辞書『物類称呼』巻之三に「越瓜（しろうり）」と並んで「菜瓜（なうり）」に、「大和国にてはなんぼ」とあり、大和国地方で「はなんぼ」と呼ばれて栽培されていたことが確認できる[80]。
- 1805年（文化2年）に小野蘭山が著した『本草綱目啓蒙』の「越瓜」に「和州には シロウリ アサウリ二品あり竪に筋あるをアサウリと云ふ」とあり、大和国の方言名として「ナウリ」「ハナボ」「ハナンボ」「ナウリソ」が挙げられている[81]。
- NPO法人清澄の村の『大和伝統野菜物語』は、「しま瓜」と呼ばれる瓜が大和盆地で継承され、農家の自給用野菜として栽培されてきたと述べている[82]。

- 直売所に並ぶ「しろうり」
- 直売所に並ぶ「あおうり」
- 大和在来野菜「しまうり」
- 直売所に並ぶ「あおうり」

#### 大和西瓜
- 1736年（享保21年）、並河誠所編纂の『大和志』12巻 添上郡に、「土産 西瓜 中城村味最佳」とあり、添上郡中城村（現大和郡山市中城町）産のスイカが良品質で知られていたことが分かる[79]。

- 天保年間（1830-43年）に、大和国式下郡石見村（現磯城郡三宅町石見）の奥村源四郎とその子源五郎のうちどちらかが紀州からスイカの種を持ち帰り、「紀州スイカ」の名で、石見、結崎近辺に栽培が広まった。磯城郡川西町結崎の糸井神社拝殿に奉納されている「結崎の太鼓踊り絵馬」（1842年天保13年）には、雨乞いの「なもで踊り」とともにスイカを切り売りする人の姿が描かれている。樽に冷やしたスイカを舟形に切って大きな戸板に並べてあり、スイカ切り専用の包丁も描かれている。これらのことから、スイカが商品として売られていたと推測できる。[83]
- 1846年（弘化3年）から1851年（嘉永4年）まで奈良奉行を務めた川路聖謨は、『寧府紀事』の中で弘化3年（1846年）6月13日にスイカとマクワウリの味を比べ、「ここの真くわ瓜は至而大にして更に味なけれ共西瓜は絶品也 くれなひ〔ママ〕の雪を食ふがごとく口にいるれば水と成也 砂糖などをかけたらぬにはさくらの花に彩色を加へたるが如くにて却而味を失ふべし」と、大和のスイカを絶賛している[84]。
- 1867年（慶応3年）、山辺郡稲葉村の巽権次郎が灯心行商の途中、三河幡豆郡一色村(現愛知県西尾市)で食べたスイカの種子を持ち帰る。品種改良を加え、黒皮に濃赤色で甘い「権次西瓜」を試作、この種子が近隣に広まり「大和西瓜」の起源となった。1897年（明治30年）頃には奈良県内に広まる[85][86]。
- 奈良県農事試験場（現農業研究開発センター）がカリフォルニア大学から1902年（明治35年）に取り寄せた品種「アイスクリーム[87]」が普及。
- 「権次」と「アイスクリーム」が自然交雑し、大阪の市場で「大和の西瓜」として好評を得たことから「大和西瓜」の名が生まれた。
- 1923年（大正12年）、奈良県農事試験場が組織的にスイカ品種改良事業を開始し、奈良県に在来する「権次」と「アイスクリーム」などの自然交雑系「大和」を県内24ヵ所から収集して、優良系を選抜、純系淘汰を行った[88]。その結果、1926年（大正15年）に、磯城郡三宅町在来種から「大和2号」、磯城郡三輪町（現桜井市）在来種から「大和3号」、添上郡治道村（現大和郡山市）在来種から「大和4号」を育成し、近代的スイカ品種の基礎を築いた[89]。奈良県はスイカの一大産地となる。
- 『奈良県農業試験場百周年記念誌 資料編』によると、「権次・アイスクリーム」系統の大和西瓜とは別系統の「甘露」は、1926年（大正15年）に中島富太郎がアメリカから持ち帰って普及したものとされる[90]。一方、同試験場編集の『大和の農業技術発達史』は、大正初期（1912年-）に天理市出身の農業移民の人が帰国の際、カリフォルニアから持ち帰ったとする説が有力であるとしている。「オランダスイカ」とも呼ばれて、山辺郡（現天理市）一帯に栽培され市場にも出荷されていたようである。[91]
- 1928年（昭和3年）、「大和3号」とアメリカから導入し県内に土着していた「甘露」との交配で「新大和」が誕生し、以後「新大和」からの選抜育種が進む。その中から、「旭大和」「新大和1号」「同2号」「大和クリーム」などの固定種が生まれ、全国に普及する。
- 1929年の記録によると、奈良県内のスイカの作付面積は1200町歩あまり（約12平方km）、生産額約200万円、栽培人員12000人だった[92]。
- 昭和30年代（1955年）以降、奈良県内でのスイカ栽培は衰退するが、県と県内の民間種苗会社が培ってきたスイカ育種の高い技術力は、現在も国内最高水準で、全国に供給されるスイカ]種子は、奈良県産がシェア80～90%を占める。また、国内で生産されるほとんどのスイカは大和西瓜の遺伝子を引き継いでいる。
- 過去に、県農業試験場（現農業研究開発センター）で採種された種は、1965年（昭和40年）に全て缶詰めにし、遺伝資源としてシードバンクに保存されている[85]。

#### 大和本長なす
- 1830年（文政13年）に岩崎灌園が編纂した『本草図譜』の「菜部 蓏菜類」の項に「水茄 ながなす」として「田村氏大和の宇陀郡にありといへり又筑前にもあり長きもの七八寸にして紫色なり」とあり、宇陀郡で紫色をした長さ21～24cm程度のナスが栽培されていたことが分かる[93]。
- ナント種苗の過去のカタログ『種の世界』に大和本長なすの記載が確認できる[94]。

#### ドイツ豆
- 大和盆地で栽培されるサヤインゲンの在来種である。
- 長さ15～20cmくらいのやや大振りな平莢で、ごつごつとした見かけであるが、筋がなく柔らかい。
- 現在のような若莢を食べる野菜用の品種は、幕末から明治に日本に導入されたものが元になっている[95][96]。
- 1940年頃に、奈良県女子師範学校（現奈良教育大学）生徒の副食物を調査した『郷土食の研究（奈良県下副食物之部）』に「ドイツ豆」の名が数多く見え、戦前から奈良県下で栽培され広く食べられていたことが分かる[41]。
- 関西では「インゲン豆」と言うとフジマメを指す。そのため奈良県の農家では一般的に言うサヤインゲンを「インゲン豆」と総称せず、品種によって「ドイツ豆」「モロッコ豆」「三度豆（どじょうインゲン）」などと言い分けている。（ギャラリー写真参照） また明からの帰化僧隠元が持ち込んだのは、地元で「インゲン豆」と呼ぶフジマメであると考えられている[注釈 4]。
- NPO法人清澄の村の『大和伝統野菜物語』は、「どいつ豆」の名前の由来として「なぜこのような名が付いたのかは正確には不明ですが、『この美味しい豆をつくったのは、どいつ（どの人）』といったところから名づけられたとの一説もあります。」と紹介している[98]。しかし、戦前から「ドイツ豆」と表記され[41]、語源が日本語の「どいつ」ではないと推測され、この説は単なる駄洒落を取り上げたものであると考えられる。
- この種の菜豆の中では一番柔らかく、土地に馴染んでおいしいので好んで食べられ、多くの農家で毎年自家採種して作り続けられてきた。
- カボチャや油揚げ、高野豆腐と炊き合わせて煮物にしたり、天ぷらや胡麻和えなどにする。

- 大和在来野菜「ドイツ豆」
- 直売所に並ぶ「ドイツ豆」
- 左：三度豆 中：ドイツ豆 右：モロッコ豆

#### 十八豆
- お盆の時期に出回る、サヤインゲンを細長くしたような、50cm位の長さのささげの一種。一つの莢に豆が18粒入っているので「十八豆」と言われるようになった。「ささげ」「十八ささげ」「三尺ささげ」とも呼ばれる。
- 1823年（文政6年）に山辺郡乙木村（現天理市乙木町）の大百姓山本喜三郎が記した古文書『山本家百姓一切有近道』に「一八ささげ」の記述があり、この頃には奈良盆地で広く栽培され、生活に根付いていたことが分かる[99]。
- 1940年頃に、奈良県女子師範学校（現奈良教育大学）生徒の副食物を調査した『郷土食の研究（奈良県下副食物之部）』に「十八豆」の名が数多く見え、戦前には奈良県下で栽培され広く食べられていたことが分かる[41]。
- 『和州祭礼記』に、1942年（昭和17年）7月に調査された奈良県磯城郡多武峰村鹿路（現桜井市鹿路）の成人儀礼「十八酒」の饗膳として「突出し（南瓜の煮つけ）一皿、二の肴（茄子の田楽）一皿、さしみ（茗荷の塩茹で、凍蒟蒻、十八豆、紅白短冊形の心太、百合根の塩茹）一皿、これに芥子味噌を添える。組重（椎茸、薩摩薯の揚もの、末広昆布、梨、高野豆腐）ほかに酒五升」と記されていて、祭礼の神饌として供えられていたことがわかる[100]。
- 奈良県の郷土料理「七色のお和え」にして食べられる[101]ほか、お盆のお供えとして欠かせない物である。
- ナント種苗の過去のカタログ『種の世界』には「赤種三尺ささげ」「黒種三尺ささげ」の記載が確認できる[102]。
- 地元の八百屋では「18豆」と表記されていることが多い。

- 大和在来野菜「十八豆」
- お盆セットに入った「十八豆」

### 穀類

#### 粟
- 1887-97年（明治20-30年）には奈良県内で400～600haのアワの栽培が記録されている[103]。
- 1904-05年（明治37-38年）にかけて、奈良県農業試験場が県内各地から在来種の「石之真」「猫子足」「谷渡り」「アゼゴシ白米」「錦粟」「ムコウダマシ〔ママ〕」「雀食ズ」などを取り寄せ、品種特性調査が行われた[103]。
- 十津川村で作られ、絶滅しかけていた「ムコダマシ」を「レストラン粟 清澄の里」の三浦雅之が譲り受け、奈良市高樋町の五ケ谷営農協議会が栽培している[104]。

### 豆類

#### 大和一寸蚕豆、大和早生蚕豆
- 古くから栽培されてきた在来種のソラマメである。大和の国は江戸時代前期からソラマメの産地として広く知られ、ソラマメは別名「大和豆」と言われるほど大和国の代表的な農産物であった。
- 伝説によると、平城京大安寺の僧侶となるインドの僧侶菩提僊那が、736年（天平8年）に唐を経て来朝した際、摂津国難波津に出迎えた行基に「王墳豆」の種を一袋与え、行基がこのマメを摂津国武庫郡武庫村（現尼崎市）の岡治氏に試作させたのが日本でのソラマメ栽培の始まりであるとされる。
- しかし、実際に文献に現れるのは、1595年（文禄4年）に長崎でイエズス会の宣教師と日本人修道士によって刊行された『羅葡日対訳辞書』に「Naucio, （中略）Soramameno tçubu medatçu toqi, futatçuni varuru.[105]」（蚕豆の粒目立つとき、二つに割るる。）とあるのが初めてである。
- 1645年（正保2年）に刊行された松江重頼の俳諧論書『毛吹草』は、大和国の名産品として「空菽（そらまめ）」を挙げている[71]。
- 1696年（元禄9年）に宮崎安貞が著した『農業全書』には「蚕豆」として、「大和国にて多く作るゆへ大和豆とも云ふ」「取分（とりわけ）大和国に多く作る いりて皮を去り茶に用ひ粥にもしたため又みそに造るなり」とある[106]。
- 1709年（宝永7年）に刊行された貝原益軒の『大和本草』巻之四「穀類」に「蚕豆」として、「飢を助け民用に利ある故に大和国に多くう（植）ふ。大和には其の実を湯にひたし皮を去り、朝夕奈良茶に加へて食す。」とあり、このころには「大和の茶粥」のバリエーションとして「蚕豆入りの茶粥」が一般的であったことが分かる[107]。
- 1712年（正徳2年）に刊行された寺島良安編纂の『和漢三才図会』の「大和」に「大和国土産」として「蚕豆」とあり[21]、また、「蚕豆」に「和州之産 良と為す」とある[97]。
- 1803年（享和3年）に小野蘭山が著した『本草綱目啓蒙』の「蚕豆」には、様々な方言名の最初に「ヤマトマメ 和州」が記されている[108]。
- 江戸時代の文化年間（1804年～1818年）に著された農書『成形図説 巻十八』の「虚豆（そらまめ）」の項は、「大和豆」他の別名を記し、「我国にしては大和国にしも専（もっぱら）この豆を久く作りなりたれば大和の豆てふ名さへ負り」と述べていて、特に大和で長く作付けされてきたので「大和の豆」という名前が付くほど、ソラマメが大和を象徴する作物であったことが分かる[109]。
- 『大和国町村誌集』の記録によると、1881-82年（明治14-15年）頃には奈良県下一円で「蚕豆」の記述が多く見られ、ソラマメが広く盛んに栽培されていたことが確認できる[110]。1886年（明治19年）には奈良県内で約2000haの作付けがあった[111]。
- 1923年（大正12年）、奈良県農事試験場（現農業研究開発センター）が県内各地から在来種「お多福」「一寸そら豆」「島田」「千石」などを集め、品種比較試験を行っている[112]。
- 1932年（昭和7年）には奈良県農事試験場が県内の品種として持っていた「大和蚕豆1～16号」と他県の品種の系統比較試験を実施した[111]。
- ソラマメを揚げたフライビンズ（いかり豆、花豆）は、1935年（昭和10年）頃、奈良県で最初に製造発売された[113]。必ずしも奈良県産の在来種が使われたわけではないが、大和国のソラマメ栽培の歴史と食文化を下地にして生まれた豆菓子であると言える。
- 1959年（昭和34年）、香川大学農学部の植木邦和・井川正美による学術報告[114]で、「開花期以後の高温が、品種の結実月数の長短、粒の大いさ〔ママ〕の違いによって、登熟に如何なる影響を及ぼすか」を見るために、開花期がほぼ等しく、結実日数ならびに大いさ〔ママ〕の異なる「大和蚕豆」と「讃岐長莢」を比較している。
- 昭和30年代（1955年～）から、安価な乾燥ソラマメの輸入増大により、奈良県内での生産は衰退した。しかし、生鮮野菜としてのソラマメは自給栽培され続け、農産物直売所が各地にでき始めて以後、地元産のソラマメが出荷されるようになっている。5月の若採りソラマメの旬には奈良県内各地の農産物直売所で莢のまま店頭に並ぶソラマメを見ることができる。
- 大和高原では田植えが終わるとそら豆ご飯を炊いて豊作を祈る[115]。
- 大和農園（奈良県天理市）から、「大和一寸蚕豆」「大和早生蚕豆」の種が発売されている[116]。

- 大和在来野菜「大和蚕豆」
- 農産物直売所に並ぶ「大和一寸蚕豆」
- 店頭に並ぶ「大和一寸蚕豆」
- 奈良県発祥の「フライビンズ」
- 奈良市内の豆菓子の老舗

#### 碓井えんどう
- 明治時代、奈良県境に近い大阪府古市郡碓井村（現羽曳野市碓井）にアメリカから導入されたブラック・アイド・マローファット（Black Eyed Marrowfat）というエンドウの品種で、奈良県内にも伝わり、盛んに栽培された。
- へその部分が黒く、さやと豆の色合いの淡い、小型の実エンドウで、甘みが強い [117]。
- 昭和初期（1926年前後）の食生活を記した『聞き書奈良の食事』日本の食生活全集29に、山辺郡山添村北野での聞き書きとして、「えんどう飯」に「うるち米五合をとぎ洗いし、碓井えんどう二合と塩を一つまみ入れて炊き上げる。」とあり、この頃既に大和高原地域まで碓井えんどうの栽培が広がっていたことが分かる[118]。また、同書には、生駒郡斑鳩町岡本での聞き書きとして、「えんどうの出荷先はおもに奈良市の京終の市場で、五月半ばになるとドンゴロス（麻袋）にえんどう一〇貫目（37.5kg）を入れて自転車に積んで運んでいく。」と、特に「碓井えんどう」とは言及されていないが、商品作物としてのエンドウ栽培が盛んにされていた様子が記されている[119]。
- 現在、奈良県内での大規模な生産流通はないが、自家消費や地方市場の小規模な流通のための栽培がされ続けてきた。農産物直売所が各地にでき始めて以後、5月の旬になると地元産の「碓井えんどう」が出荷されるようになっている。
- 碓井えんどうの莢は元々薄緑色で、これは鮮度が悪いためではない。収穫したての甘さとさわやかな香りは、初夏だけに味わえる。莢から引いた出汁で炊いたえんどうご飯は、豆の旨みを味わえる季節の味である。その他、えんどうのこふき、卵とじなどにして食べられる。

- 大和在来野菜「碓井えんどう」

#### 宇陀大納言小豆
- 宇陀地域在来種のアズキの品種である。
- 「明治8年（1875年）の宇陀郡見田村（現宇陀市菟田野見田）「一村限産物表」には米・麦・大豆・小豆が代表的特産物としてあがっている[120]。」
- 『大和国町村誌集』には、1881-82年（明治14-15年）頃の記録として、宇陀郡の神戸村を中心に、榛原村、室生村、内牧村、宇太村、伊那佐村、政治村〔ママ〕、宇賀志村（いずれも現在の宇陀市）の複数の集落で物産として「小豆」が挙げられている[121]。
- 1935-37年（昭和10-12年）に、奈良県農事試験場（現農業研究開発センター）が県内から「宇陀大納言」「下市大納言」「白小豆」、県外から「少納言」「大納言」「丹葉」「早生大粒赤」「赤小豆」などを集め、品種比較試験を行っている[111]。
- 奈良県農林部のサイトには以下のように記されている。「1950年代には奈良県の奨励品種として400ha以上作付けされていましたが、収穫・選別作業に手間がかかるため、作付けが減少していき、宇陀市内で数件の農家が自家用として栽培するのみとなりました。その後、地域では国営農地開発事業により多くの造成農地が開発される一方、年々兼業化・高齢化による担い手不足、遊休農地の発生などの問題もあり、地域条件にあった土地利用型作物の導入が検討され、その一つとして小豆栽培が見直され、取組みがすすんでいます。」[122]

- 大和在来の「宇陀大納言小豆」

#### 宇陀大豆
- 宇陀地域在来の黄ダイズである。
- 宇陀は、昼夜の気温差が大きいことから、古くからダイズの栽培に適してると言われ、コクと旨みのあるダイズが収穫される。
- 『大和国町村誌集』には、1881-82年（明治14-15年）頃の記録として、宇陀郡の神戸村を中心に、政治村〔ママ〕、榛原村、三本松村、内牧村、宇太村、伊那佐村、宇賀志村（いずれも現在の宇陀市）の複数の集落で物産として「大豆」が挙げられている[121]。
- 1960年（昭和35年）に純系淘汰により選抜され、奈良県の奨励品種に採用された[112]。
- 農業生物資源ジーンバンクには、「宇陀大豆」の種子が現在も発芽する状態で保存されている[123]。

- 大和在来の「宇陀大豆」

#### 大鉄砲大豆
- 奈良盆地で栽培される在来種の黄ダイズである。
- 大粒で甘みのあるおいしいダイズ]ので、農家で自家採種しながら作り続けられていて、地元では「おおでっぽ」と呼ばれる。

- 大和在来の「大鉄砲大豆」

#### 在来青大豆
- 中山間地域で栽培される在来種の青ダイズである[124]。
- 色合いとやさしい甘みが特徴で、きな粉や豆腐の原料として使われる。茹でてひたし豆にしたり、炊いた豆を餅に付けたりしてもおいしく食べられる。
- の郷土料理である「きな粉雑煮」には香りのよい在来青大豆のきな粉を使う家庭も多い。
- 晩生で繁茂性のため機械化体系に適さないことから、平坦地の大規模地帯に普及しなかった[125]。

- 店頭で販売される大和在来の「青大豆」

#### 白トロス
- 宇陀地域在来種の白インゲン豆の品種である。トロス豆とも呼ばれる。
- 形は長い物から丸い物までさまざまで、煮豆にするととろみが出るのでトロスと名付けられたと言われる。
- 宇陀地方は昼夜の寒暖差が大きく、豆類の栽培に適した土地である。

- 大和在来の豆「白トロス」
- 「白トロス」長い物と丸い物

### 香辛野菜

#### 大和当帰
- トウキ（当帰、Angelica acutiloba）は、セリ科の薬草。国内に自生し、大陸伝来のカラトウキ（Angelica sinensis）とは種が異なる。
- 927年（延長5年）に完成した「延喜式 巻三十七 典薬」に諸国進年料雑薬として大和国から38種の薬が挙げられ、その中に「沢瀉当帰各四斤」が見られる。
- 1681年（天和元年）に遠藤元理が著した『本草弁疑』の「当帰」の項に「今薬家の者は山城大和に多く作り之を出す 又山に自然と生ずる者あり 作り成すものは糞力に因て薬精弱く自然と生ずる者は薬力強し 山薬等の如し 自然生を用る可なり」とあり、江戸時代初期には山城や大和でトウキの栽培、生産が始まっていたことが分かる[126]。
- 1712年（正徳2年）に刊行された寺島良安編纂の『和漢三才図会』の「大和」に「大和国土産」として「当帰」が挙げられ[21]、「芳草類」の「当帰」に「当帰 於山城久世郡より出る者最も佳し 大和之産之に次ぐ」とある[127]。
- 1729年（享保14年）に、宇陀松山（現奈良県宇陀市）の本草学者、森野藤助（1690年-1767年）は、八代将軍吉宗の命を受けた幕府採薬使、植村左平次に随行して大和地方を調査し、数多くの薬草とともにトウキを採取して、栽培法を確立した。藤助が、晩年（1750年-）に写生した薬草の図鑑『松山本草』の中に、「当帰 ヤマゼリ」の絵があり、「異名 乾帰 山蘄 白蘄」と記されている[40]。大和は良質なトウキの一大産地となり、「大和当帰」は最も優れた品種で、中でも宇智郡大深（現五條市大深）産の「大深当帰」は最高の品であるとされた。
- 1736年（享保21年）、並河誠所校訂の『大和志』には、大和国（現在の奈良県）で、吉野郡の釈迦岳、宇陀郡、高市郡の郡南諸邑、十市郡の郡南諸村（現桜井市）に土産として当帰と記されている[128]。
- 1803年（享和3年）に小野蘭山が著した『本草綱目啓蒙』は、当帰は舶来の者が最上品であるとしたうえで、「和産は大和国及び山城より出す 大和を上品とす 潤多く気味も舶来のものと同じ」の記述がある[129]。
- 1829年（文政12年）に佐藤信淵が脱稿し明治になって公刊された『草木六部耕種法』には、「当帰は古来大和国にてよく作れり」と記されている[130]。
- 1842年（天保13年）に大蔵永常が著した『広益国産考』は、「国産となるべき物」として当帰を挙げたうえで、「薄地につくりて利を得るもの也 大和国の吉野郡宇多郡に作りて多くいだす也」と記している[131]。
- 『大和国町村誌集』には、1881-82年（明治14-15年）頃の記録として、宇陀郡宇太村及び宇賀志村（現宇陀市）に「當皈」または「當歸」、「宇智郡坂合部村大深 當歸三百斤（180kg）」（現五條市）の記述がある[132]。
- 2012年（平成24年）に厚生労働省の「医薬品の範囲に関する基準」が改正され、葉を医薬品ではなく食材として利用することが可能になった[133]。セリ科植物のトウキには、同じセリ科のニンジンの葉やセロリのような、独特の爽やかな芳香があり、その香りを活かして、天ぷら、お茶、ソース、パン、また肉の香りづけなど多様な活用が探られている[134]。
- 2015年（平成27年）1月に創設された大相撲の優勝力士に贈られる奈良県知事賞の副賞として、大和トウキ葉入りつくねをはじめ奈良県産食材を使った「ちゃんこ大和づくし」300人前が贈られることになった[135]。

- 鉢植えの「大和当帰」
- 大和トウキ葉を使って開発された商品

#### 野迫川沢わさび
- 吉野郡野迫川村で、古来から地域で大切に守ってきた親株から種を自家採種して栽培される在来種のワサビである。
- 伯母子岳（標高1340m）の北側中腹800～900mほどにある、広葉樹林に囲まれた渓流の清らかでミネラル豊富な水で育つ。渓流は夏冬の温度差のない湧き水で、冬でも凍ることはない。
- 野迫川村や護摩壇山では、戦前（昭和初期）から沢わさび作りが行われてきたが第二次世界大戦中に中断し、戦後、村おこしのために復活させた。昭和40年代（1965年～）に、それまでの小規模な地沢方式から、畳沢方式のわさび田が導入され、生産量を増やしてきた。しかし、2000年前後から生産者の高齢化と後継者不足により耕作放棄地が増加し、最盛期と比べて、栽培面積は7000㎡から4100㎡、生産者は11名から4名へと減少した。2003年に「野迫川村沢わさびを守る会」が結成されわさび田の復旧を行っている。
- 細身だが、身が引き締まっていて香りがよく、おいしい。

### 文献に出てくるもの

#### 白胡瓜
- 1803年（享和3年）に小野蘭山が著した『本草綱目啓蒙』に、「和州には熟して白色なる者あり」の記述がある[141]。
- 1830年（文政13年）に岩崎灌園が編纂した『本草図譜』の「胡瓜」の項に「一種 しろきうり」として「田村氏九州及大和 信州 甲州 奥州に産すといへり」とある[142]。
- 大和野菜の「半白きゅうり」や「黒滝白きゅうり」、吉野郡野迫川村の「野川きゅうり[143]」との関係は明らかにされていない。

#### 胡蘿蔔（ニンジン）
- 1803年（享和3年）に小野蘭山が著した『本草綱目啓蒙』に、「和州泊瀬及遠州の産は深紫赤色名品なり 味亦美なり」の記述がある[144]。